# Belk
Belk és una població dels Estats Units a l'estat d'Alabama. Segons el cens del 2007 tenia 205 habitants.

## Demografia
Segons el cens del 2000, Belk tenia 214 habitants, 97 habitatges, i 70 famílies. La densitat de població era de 62,1 habitants/km².
Dels 97 habitatges en un 23,7% hi vivien nens de menys de 18 anys, en un 60,8% hi vivien parelles casades, en un 7,2% dones solteres, i en un 27,8% no eren unitats familiars. En el 26,8% dels habitatges hi vivien persones soles el 18,6% de les quals corresponia a persones de 65 anys o més que vivien soles. El nombre mitjà de persones vivint en cada habitatge era de 2,21 i el nombre mitjà de persones que vivien en cada família era de 2,64.
Per edats la població es repartia de la següent manera: un 20,1% tenia menys de 18 anys, un 2,8% entre 18 i 24, un 25,2% entre 25 i 44, un 32,7% de 45 a 60 i un 19,2% 65 anys o més.
L'edat mediana era de 47 anys. Per cada 100 dones hi havia 87,7 homes. Per cada 100 dones de 18 o més anys hi havia 81,9 homes.
La renda mediana per habitatge era de 32.188 $ i la renda mediana per família de 43.333 $. Els homes tenien una renda mediana de 30.313 $ mentre que les dones 18.500 $. La renda per capita de la població era de 16.848 $. Aproximadament el 2,8% de les famílies i el 6,3% de la població estaven per davall del llindar de pobresa.

## Poblacions més properes
El següent diagrama mostra les poblacions més properes.